# 三重県道760号南浦海山線

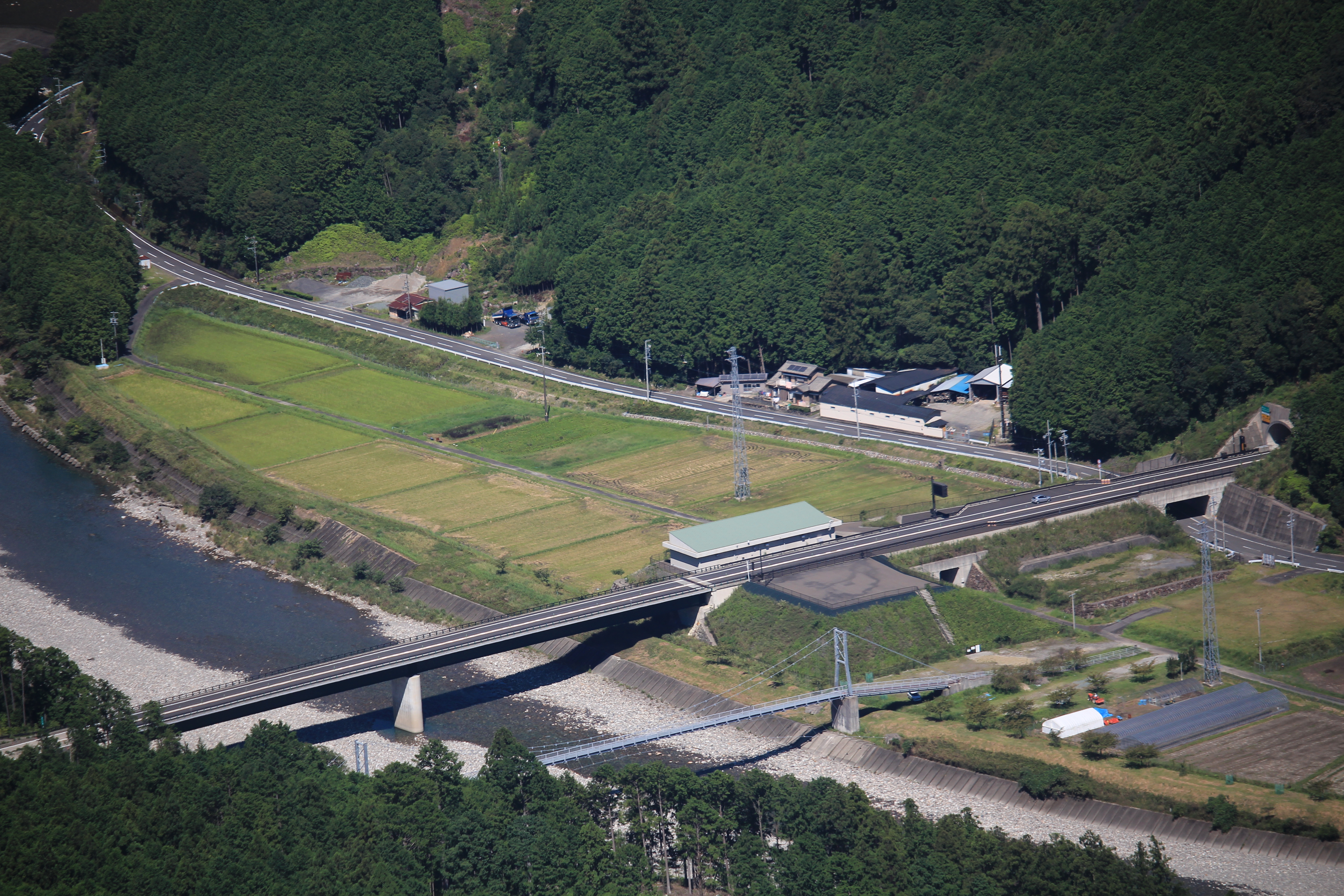
銚子川と立体交差する紀勢自動車道

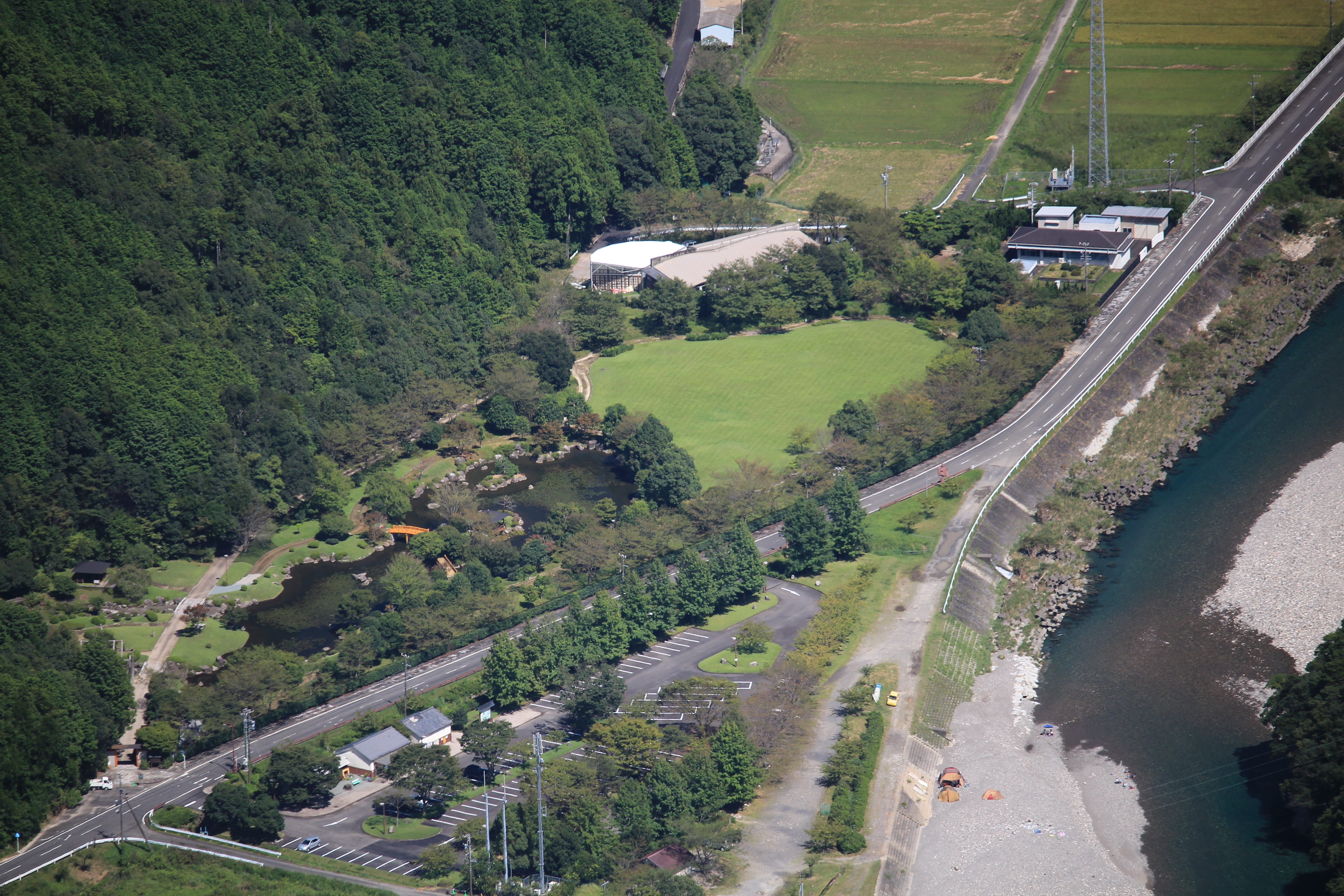
銚子川左岸を通る三重県道760号南浦海山線と種まき権兵衛の里

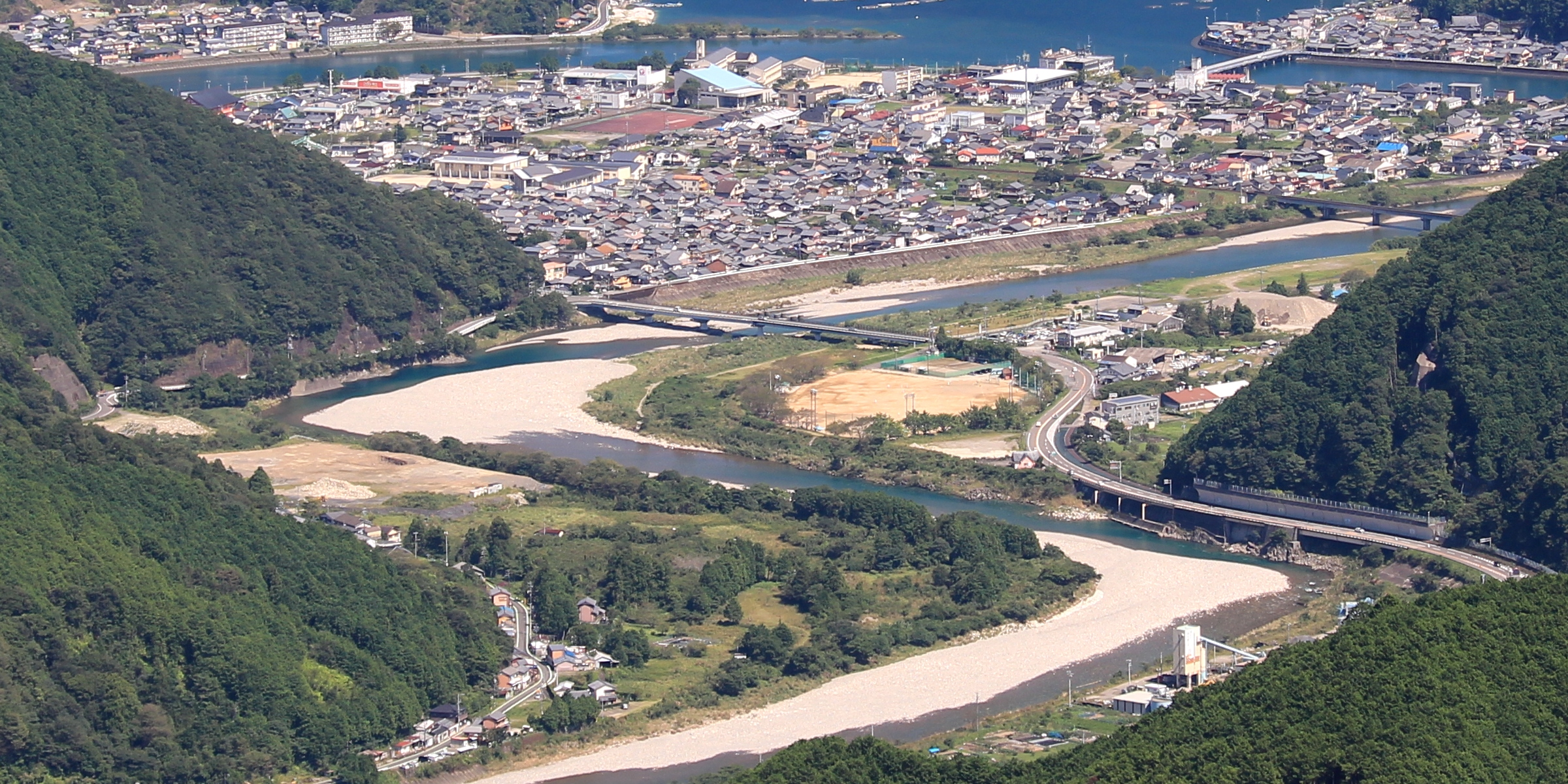
終点となる国道42号との銚子川北交差点

三重県道760号南浦海山線（みえけんどう760ごう みなみうらみやません）は三重県尾鷲市から北牟婁郡紀北町に至る一般県道。山間部を通過する1車線（一部2車線）の路線である。

## 概要

### 路線データ
- 起点：尾鷲市南浦字長田横手3216番地[1]（クチスボダム付近）
- 終点：北牟婁郡紀北町相賀884番地の3[1]（銚子川北交差点）
- 総延長：8,207m
- 路線認定：1972年（昭和47年）12月1日[2]
- 区域決定：1973年（昭和48年）9月25日[1]

## 路線状況

### 重複区間
なし

### 交通規制
- 雨量規制
  - 起点 - 紀北町相賀字木津（約3.5km）：時間雨量40mm/h、連続雨量200mmで通行止めとなる[3]。
- 車高規制
  - 紀北町内に魚飛トンネルがあり、車高3.1m以上の車両は通行できない。

### 利用状況
平日12時間交通量
北牟婁郡紀北町海山区便ノ山 810台

## 地理

### 通過する自治体
- 三重県
  - 尾鷲市 - 北牟婁郡紀北町

### 接続する道路
- 国道425号：起点
- 国道42号：終点

### 沿線
- クチスボダム
- 又口川

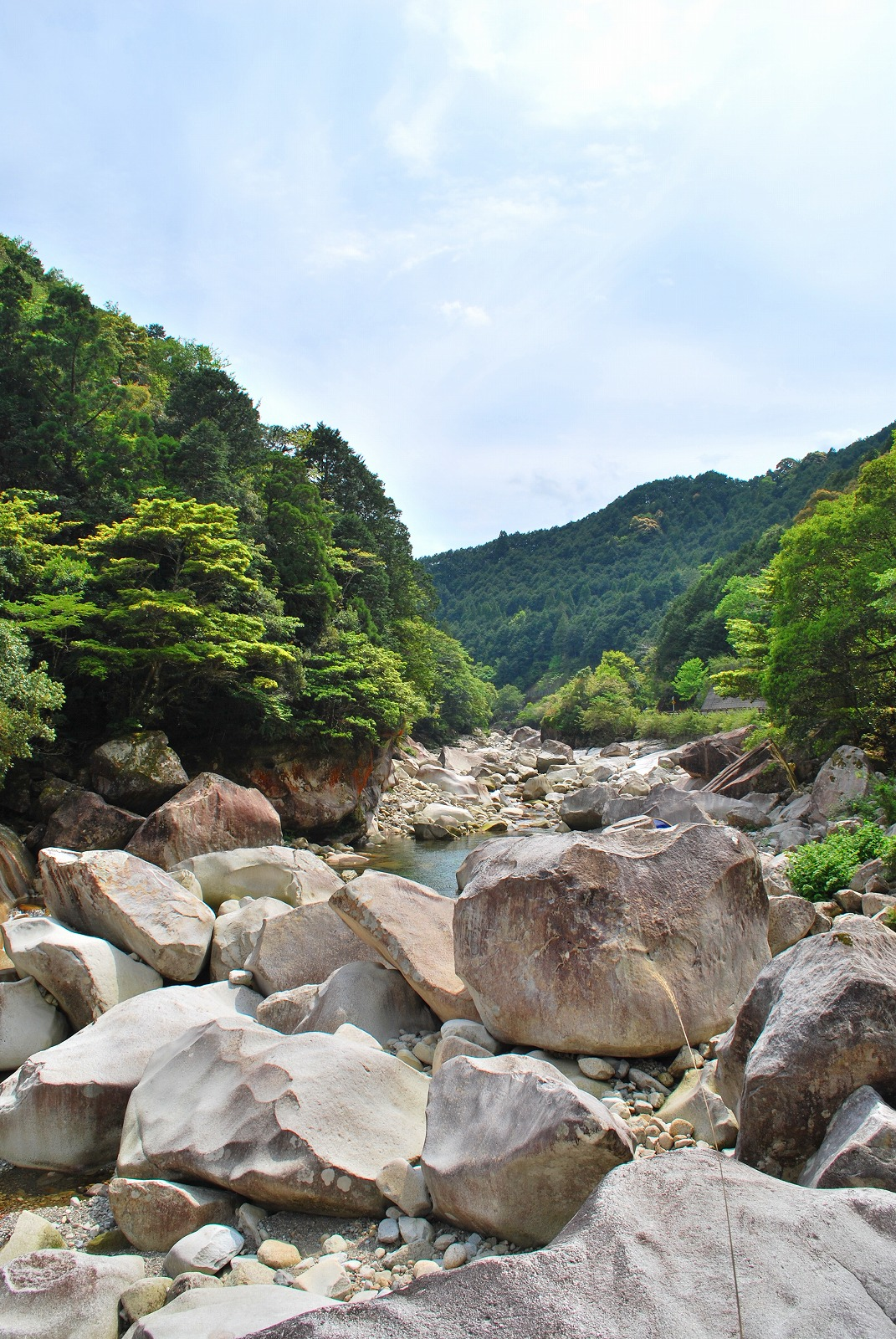
魚飛渓
- 銚子川
- キャンプinn海山
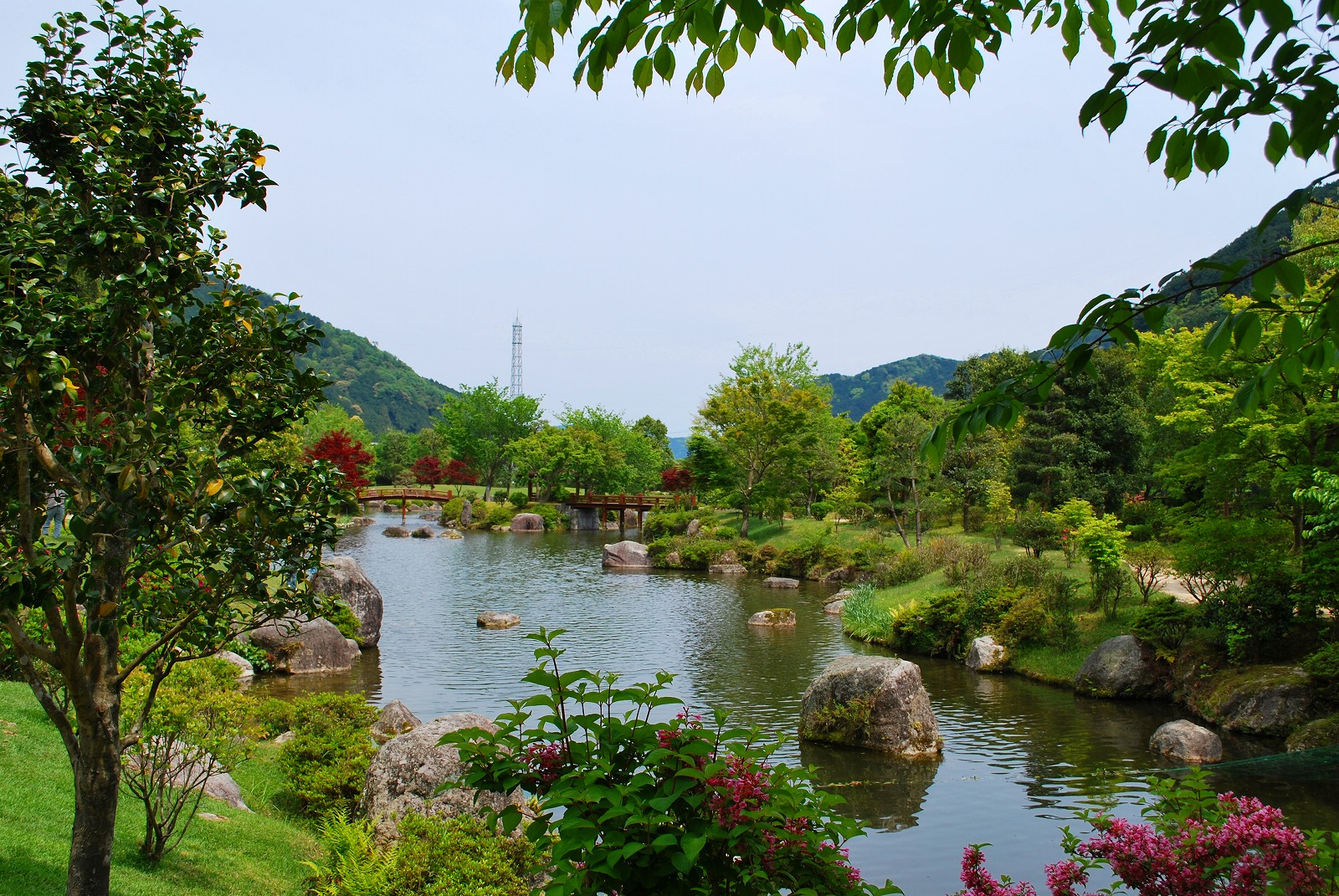
種まき権兵衛の里

- 魚飛渓
- 種まき権兵衛の里

## 参考資料
- 『県別マップル24 三重県道路地図』（昭文社、2009年3版1刷発行、ISBN 978-4-398-62474-1 、75ページ）